# Miloslavov
Miloslavov és un poble i municipi d'Eslovàquia que es troba a la regió de Bratislava, a l'extrem occidental del país, prop de la frontera amb Àustria.

## Història
La primera menció escrita de la vila es remunta al 1244.

## Demografia
| Godina             | 1994 | 2004    | 2014     | 2024     |
| ------------------ | ---- | ------- | -------- | -------- |
| Nombre de persones | 751  | 999     | 2134     | 6548     |
| Diferència         |      | +33,02% | +113,61% | +206,84% |

| Godina             | 2023 | 2024   |
| ------------------ | ---- | ------ |
| Nombre de persones | 6078 | 6548   |
| Diferència         |      | +7,73% |